# Ањино (Маса-Карара)
Ањино (итал. Agnino) је насеље у Италији у округу Маса-Карара, региону Тоскана.
Према процени из 2011. у насељу је живело 168 становника. Насеље се налази на надморској висини од 480 м.